# Bungalow (Man)

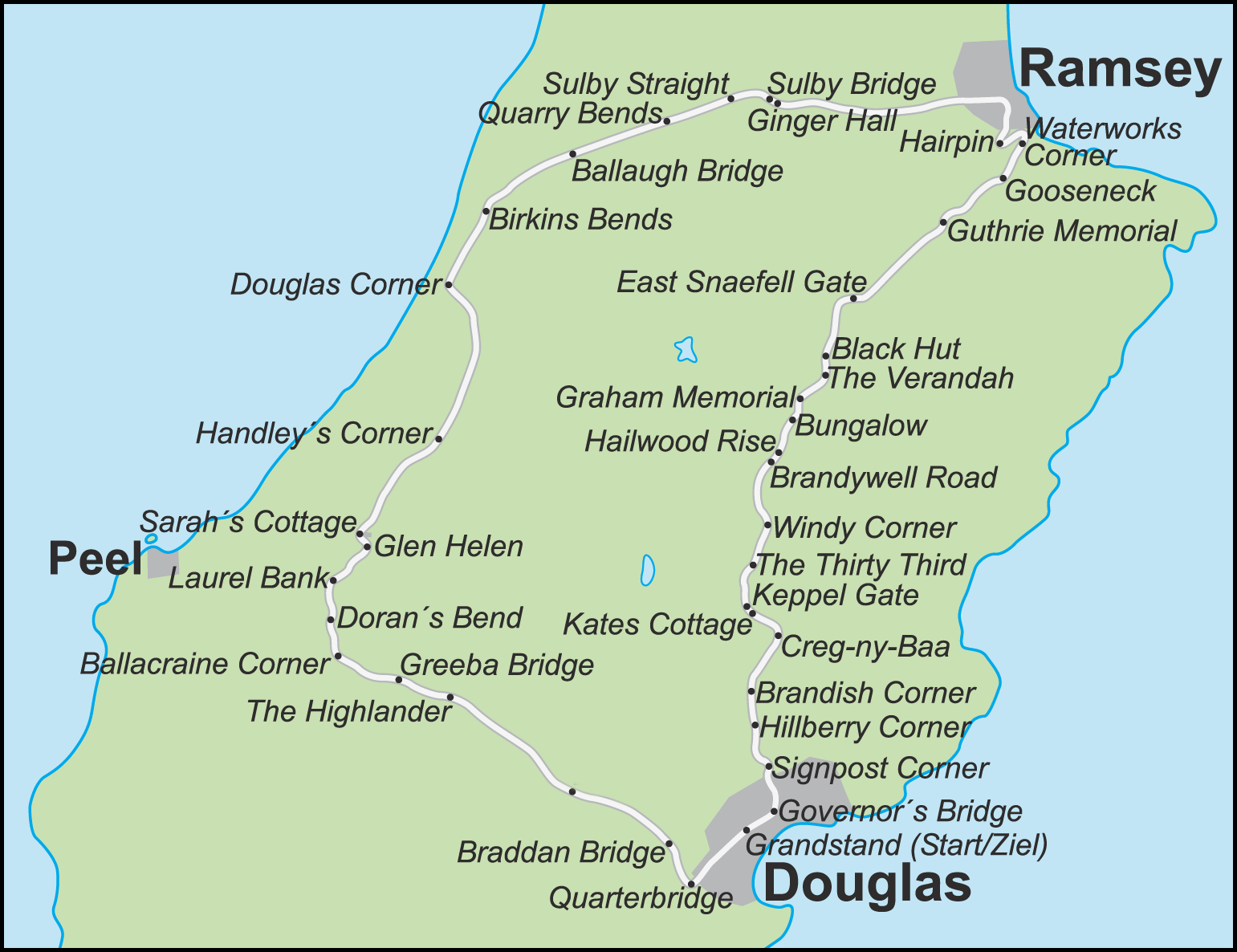
Bungalow ligt in het oosten van het eiland Man.

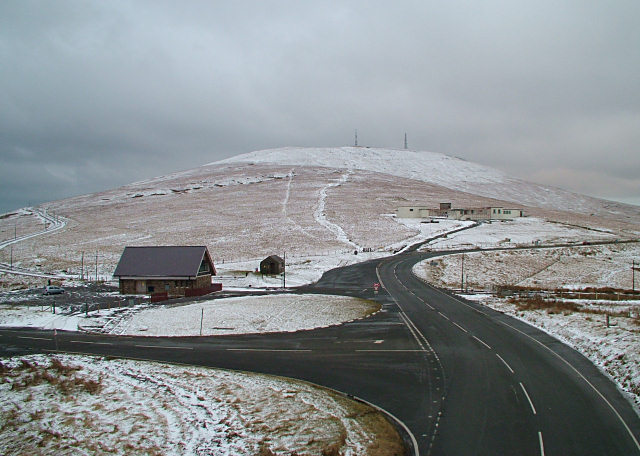
Bungalow gezien vanaf de voetgangersbrug

Bungalow is een markant punt op het Britse eiland Man. Het ligt in de A18 Mountain Road tussen Ramsey en Douglas in de parochie Lezayre. Hier ligt de splitsing met de Sulby Glen Road en de tramwegoversteek van de Snaefell Mountain Railway. Het gebied wordt gedomineerd door de 621 meter hoge berg Snaefell.

## Bungalow Station
De naam “Bungalow” stamt van het Bungalow Hotel dat hier gebouwd werd door de Isle of Man Tramway and Electric Power Co. als onderdeel van de Snaefell Mountain Railway. In 1900 werd het aan de Isle of Man Breweries Ltd. verhuurd voor 35 Pond per jaar. Het hotel werd in 1958 gesloopt en vervangen door een kleine betonnen shelter, die in 2002 op zijn beurt ook gesloopt werd. Toen werd het Bungalow Station gebouwd. Tegenwoordig maakt het nog steeds deel uit van de tramlijn van Laxey naar de top van de Snaefell, maar als de races van de TT en de Manx Grand Prix worden gehouden steekt de tram de weg niet meer over. Passagiers kunnen via een voetgangersbrug oversteken. Voor het publiek van de Isle of Man TT is Bungalow niet alleen via de tram te bereiken. Ook tijdens de races kan men via binnenwegen naar andere circuitdelen rijden, zoals Sulby en Ginger Hall.

## Murray's Museum en Joey Dunlop Memorial

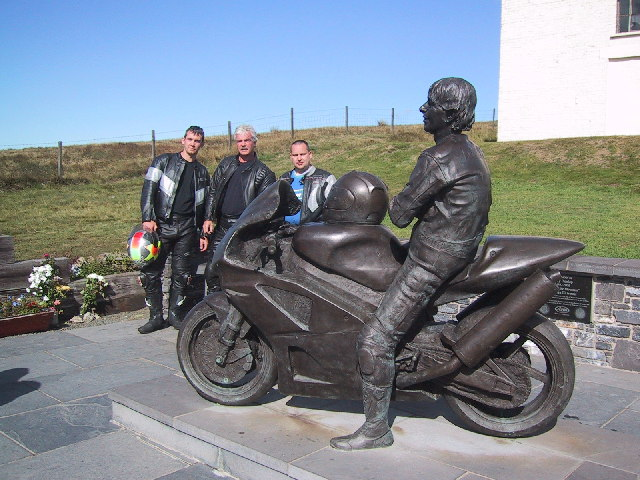
Memorial voor Joey Dunlop

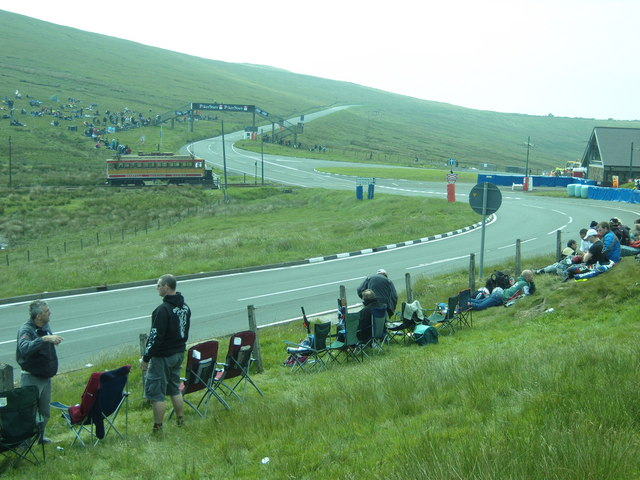
Publiek wachtend op de coureurs bij Bungalow, met de tramwegoversteek, de voetgangersbrug op de achtergrond en rechts Bungalow Station

In gebouwen die vroeger aan het ministerie van defensie toebehoorden zat van 1969 tot 2006 Murray’s Motorcycle Museum. Voor de deur van het museum staat een bronzen monument voor Joey Dunlop. Het museum werd in 1969 geopend door Charlie Murray en zijn zoon Peter. Peter sloot het in 2006 en verhuisde een deel van de collectie naar de omgeving van de bekende Fairy Bridge bij de plaats Santon. Het monument van Joey Dunlop is identiek aan dat welk in zijn geboorte- en woonplaats Ballymoney in Noord-Ierland staat.

## Isle of Man TT en Manx Grand Prix
De A18 en daardoor ook Bungalow maakt deel uit van de Snaefell Mountain Course, het circuit waar de Isle of Man TT en de Manx Grand Prix worden verreden. Bungalow is ook een tijdwaarnemingspunt, een van de vele langs het 60 kilometer lange circuit.
Bungalow maakte al deel uit van de Highroads Course en de Four Inch Course die gebruikt werden voor de Gordon Bennett Trial en de RAC Tourist Trophy van 1904 tot 1922.

### Circuitverloop
De coureurs verlaten de Bungalow Bends met hoge snelheid, maar om Bungalow zelf aan te snijden moeten ze snelheid terugnemen. Bungalow bestaat uit een linker bocht, gevolgd door de oversteek van de tramrails en daarna een rechter bocht. De snelheid in de tweede bocht is bepalend voor het circuitdeel dat volgt en daarom moeten ze in de eerste bocht wat inleveren om zich goed te positioneren voor de uitgaande bocht. In het verleden waren de gladde tramrails een probleem, maar ook het feit dat slechts een klein deel van die rails in het midden voorzien was van een houten afdichting. Men moest dus precies over die meters van de weg rijden en bovendien oppassen voor wegglijdende wielen op de rails. Daarom moest de motorfiets bij de oversteek verticaal staan. Tegenwoordig liggen de rails wat verzonken en is alles geasfalteerd, waardoor het probleem veel kleiner is geworden. Graham Walker moest zich in de jaren dertig nog concentreren op de tramweg en hij kon zeker niet sneller dan 100 km/h rijden. Mike Hailwood had het in de jaren zestig al over "tamelijk snel in de derde versnelling" en dat was zeker veel sneller dan 100 km/h. Hij concentreerde zich helemaal niet op de tramrails maar op het juist uitkomen voor de rechter bocht. Zijspanrijders hebben, volgens meervoudig winnaar Dave Molyneux, geen enkel probleem bij de Bungalow, solorijders vergissen zich weleens in de snelheid van bocht 1.

## 31e mijlpaal
Bij het ingaan van de bocht naar rechts rijden de coureurs onder de voetgangersbrug door en kort daarna passeren ze de 31e mijlpaal van de Snaefell Mountain Course.

## Trivia
- In de natte Junior TT van 1923 vielen Geoff Davison en Howard R. Davies allebei stil bij de Bungalow. Ze besloten met de Snaefell Mountain Railway naar Laxey af te dalen. Daar namen ze een rijtuig en zo arriveerden ze in motorkleding met hun helmen in de hand in Douglas.
- De zijspancombinatie van George O'Dell viel stil toen een olieleiding door de hete uitlaat was doorgebrand. Met een zakmes van een toeschouwer repareerde hij de leiding, maar hij had ook nog motorolie nodig. Met behulp van een plastic zak tapte hij olie van de motorfiets van een toeschouwer af en daardoor finishte hij de race.
- Joey Dunlop was zo mogelijk nog vindingrijker. Hij kwam met zijn 250 cc Honda zonder benzine te staan tijdens de trainingen in 2000. Met een beker die hij in de berm vond tapte hij benzine af van de motorfiets van een travelling marshal. Maar Joey's Honda had mengsmering nodig en dus ook nog olie om bij de benzine te doen. Met een schroevendraaier maakte hij de aftapplug van zijn voorvork los en de voorvorkolie deed hij bij de benzine. Daarmee kon hij naar de TT Grandstand en zijn pit rijden.

(Markante punten in cursief zijn onofficiële punten of worden alleen gebruikt binnen Marshal Sectors)
1e mijl:
TT Grandstand ·
Nobles Park ·
St Ninian's Crossroads ·
Bray Hill ·
Ago's Leap ·
Quarterbridge Road ·
1st Milestone ·
2e mijl:
Wal Handley Memorial Seat ·
Quarterbridge ·
Port-y-Chee Meadow ·
Braddan Bridge ·
Jubilee Oak ·
Braddan Bridge House ·
Braddan Depot ·
Snugborough (Cronk Dhoo) ·
2nd Milestone ·
3e mijl:
Union Mills (Mullen Dhoo, Mwyllin Dhoo Aah, Mullin Doway) ·
Railway Inn ·
Ballahutchin Hill (Elm Bank Hill) ·
3rd Milestone ·
4e mijl:
Ballafreer ·
Glenlough ·
Ballagarey Corner ·
Glen Vine (Glen Darragh) ·
Ballabeg ·
4th Milestone ·
5e mijl:
Crosby ·
Crosby Left (Vicarage Corner) ·
Crosby Cross-Roads ·
5th Milestone ·
6e mijl:
Crosby Hill (Ballaglonney Hill of Halfway Hill) ·
Halfway House (The Waggon & Horses) ·
St Trinian's ·
The Highlander ·
Greeba Verandah ·
Pear Tree Cottage ·
Greeba Castle ·
6th Milestone ·
7e mijl:
Appledene (Shimmin's Corner) ·
Central Valley (Greeba Gap) ·
Greeba Bridge ·
The Hawthorn ·
Knock Breck ·
Gorse Lea ·
7th Milestone ·
8e mijl:
Ballagarraghyn ·
Ballacraine ·
Ballaspur ·
Ballig ·
8th Milestone ·
9e mijl:
Ballig Bridge ·
Doran's Bend ·
Laurel Bank ·
9th Milestone ·
10e mijl
Glen Moar Mill ·
Black Dub ·
Quarter-Distance Marker ·
The Vaish ·
Glen Helen (Glen Rhenass) ·
Sarah's Cottage ·
Creg Willey's Hill ·
10th Milestone ·
11e mijl:
Lambfell Beg ·
Lambfell (Moar) Cottage ·
Cronk-y-Voddy (Cronk-y-Voddy Straight) ·
Cronk-y-Voddy Cross Roads ·
Molyneux's ·
Cronk Bane Farm ·
11th Milestone ·
12e mijl:
Drinkwater's Bend ·
Handley's Corner (Cronk-y-Fedjag, Ballamenagh) ·
12th Milestone ·
13e mijl:
McGuinness's (Shoughlaigue Bridge) ·
Ballaskyr ·
Barregarrow Cross Roads (Cronk Aashen) ·
Barregarrow ·
Little Bray ·
Barregarrow Bottom ·
Cammal Farm ·
Cronk Urleigh ·
13th Milestone ·
14e mijl:
Ballalonna Bridge ·
Westwood Corner ·
Ballakinnag ·
14th Milestone ·
15e mijl:
Douglas Road Corner ·
Glen Wyllin Corner ·
The Mitre ·
Dave Saville Memorial Seat ·
Kirk Michael ·
The White House ·
15th Milestone ·
16e mijl:
Birkin's Bend ·
Rhencullen ·
Bishopscourt ·
Bishopscourt Farm Bends ·
Bishopscourt Straight ·
Orrisdale North ·
16th Milestone ·
17e mijl:
Dub Cottage (Bishop's Dub) ·
Alpine Cottage ·
Balla Cobb ·
17th Milestone ·
18e mijl:
Ballaugh Bridge ·
Ballaugh ·
Gwen's ·
Ballacrye Corner ·
Ballacrye ·
18th Milestone ·
19e mijl:
Quarry Bends ·
Ballavolley ·
Wildlife Park ·
Sulby Straight ·
Half-distance Marker ·
19th Milestone ·
20e mijl:
Sulby ·
Sulby Glen Hotel ·
Sulby Crossroads ·
Sulby Bridge ·
20th Milestone ·
21e mijl:
Ginger Hall ·
Kerrowmoar ·
21st Milestone ·
22e mijl:
Glen Duff ·
Glentramman ·
Temple Corner (Water Through Corner) ·
Glentramman Loop Road ·
Churchtown ·
Caravan ·
22nd Milestone ·
23e mijl:
Lezayre War Memorial ·
Ballakillingan ·
Conker Fields ·
K-tree ·
Sky Hill ·
Milntown Cottage (Pinfold Cottage) ·
Milntown Bridge (Glen Auldyn Bridge) ·
Milntown ·
Gardener's Lane ·
23rd Milestone ·
24e mijl:
Lezayre Road ·
School House Corner (Crossags, Russel's Corner) ·
Parliament Square ·
Queen's Pier Road ·
Ramsey Depot ·
Cruickshanks Corner ·
May Hill ·
24th Milestone ·
25e mijl:
Whitegates ·
Stella Maris ·
Ramsey Hairpin ·
Little Gooseneck ·
Water Works Corner ·
Ballure Reservoir ·
Mountain Section ·
Tower Bends ·
25th Milestone ·
26e mijl:
Gooseneck ·
Joey's (26th Milestone) ·
27e mijl:
Guthrie's Memorial ·
The Cutting ·
27th Milestone ·
28e mijl:
Milligan's Bridge ·
Mountain Mile ·
28th Milestone ·
29e mijl:
Three-Quarter distance marker ·
Mountain Box (East Mountain Gate, East Snaefell Gate) ·
29th Milestone ·
30e mijl:
Casey's (Rice's Corner, George's Folly) ·
Black Hut (Stonebreakers Hut, Shepherd's Hut) ·
John Smyth Memorial Shelter ·
Verandah ·
30th Milestone ·
31e mijl:
Bungalow Bridge ·
Stonebridge ·
Les Graham Memorial ·
Bungalow Bends ·
McIntyre Box ·
Murray's Museum ·
Joey Dunlop Memorial ·
The Bungalow ·
31st Milestone ·
32e mijl:
Hailwood's Rise ·
Hailwood's Height ·
Brandywell (West Mountain Gate, Beinn-y-Phott Gate, Bungalow Gate) ·
Duke's (32nd Milestone) ·
33e mijl:
Windy Corner (Nobles Corner) ·
Nobles Park Road ·
Slieu Lhost Quarry ·
Thirty-Third (33rd Milestone) ·
34e mijl:
Keppel Gate (Clarke's Corner) ·
Kate's Cottage (Shepherd's House) ·
34th Milestone ·
35e mijl:
Creg-ny-Baa (the Keppel Hotel) ·
Gob-ny-Geay (Sunny Orchard) ·
35th Milestone ·
36e mijl:
Brandish Corner (Telegraph Hill, O'Donnell's en Upper Hillberry Corner) ·
Hillberry Corner ·
36th Milestone ·
37e mijl:
Glen Dhoo Farm ·
Hillberry Road ·
Cronk-ny-Mona ·
Johnny Watterson's Lane ·
Signpost Corner ·
Bedstead Corner ·
The Nook ·
37th Milestone ·
38e mijl:
Bemahague ·
Governor's Bridge ·
Governor's Dip ·
Glencrutchery Road ·
38th Milestone